# Diamaguène-Sicap Mbao
Diamaguène-Sicap Mbao ist ein Stadtbezirk der Großstadt Ville de Pikine in der Metropolregion Dakar, gelegen im zentralen Westen Senegals. Die Stadtbezirke von Pikine haben jeweils den Status einer Gemeinde (commune).

## Geografie
Diamaguène-Sicap Mbao liegt im Südosten des Flaschenhalses der Cap-Vert-Halbinsel beiderseits der Autoroute 1 und zwischen der Bahnstrecke Dakar–Niger im Norden, dem Forêt classée de Mbao (FCM) im Osten, einer von der Urbanisierung bedrohten, gleichwohl noch immer größten Grünen Lunge der Metropolregion Dakar, sowie der der Baie de Hann im Süden. Der Stadtbezirk hat eine Fläche von 7,480 km².
Die Nationalstraße N 1 teilt den Stadtbezirk in zwei annähernd rechteckig umgrenzte Hälften im Nordwesten und Südosten. Im Nordwesten zwischen der N1 und der Bahnlinie liegen die dicht besiedelten Stadtviertel Diamaguène und Sicap Mbao, während der Südostteil zwischen der N1 und der Küste ein reines Industriegebiet darstellt, die Zone Industrielle de Mbao. Benachbart sind im Uhrzeigersinn die Stadtbezirke Thiaroye sur Mer, Tivaouane Diacksao und Thiaroye Gare im Westen, Yeumbeul Sud im Norden sowie Mbao im Osten.

## Bevölkerung
Die letzten Volkszählungen ergaben für den Stadtbezirk jeweils folgende Einwohnerzahlen:
| Jahr | Einwohner |
| ---- | --------- |
| 1988 | …         |
| 2002 | 105.782   |
| 2013 | 128.512   |
| 2023 | 139.376   |

## Verkehr
Die Anschlussstelle 7 der Autoroute 1 westlich der Bezirksgrenze verbindet den Stadtbezirk mit der Hauptstadt Dakar und die Anschlussstelle 8 im Osten verbindet ihn mit dem internationalen Flughafen Dakar-Blaise Diagne.